# Henry Billingsley
Henry Billingsley (século XVI – 22 de novembro de 1606) foi um rico comerciante inglês, Lord Mayor of London e autor da primeira tradução inglesa de Os Elementos de Euclides (1570).

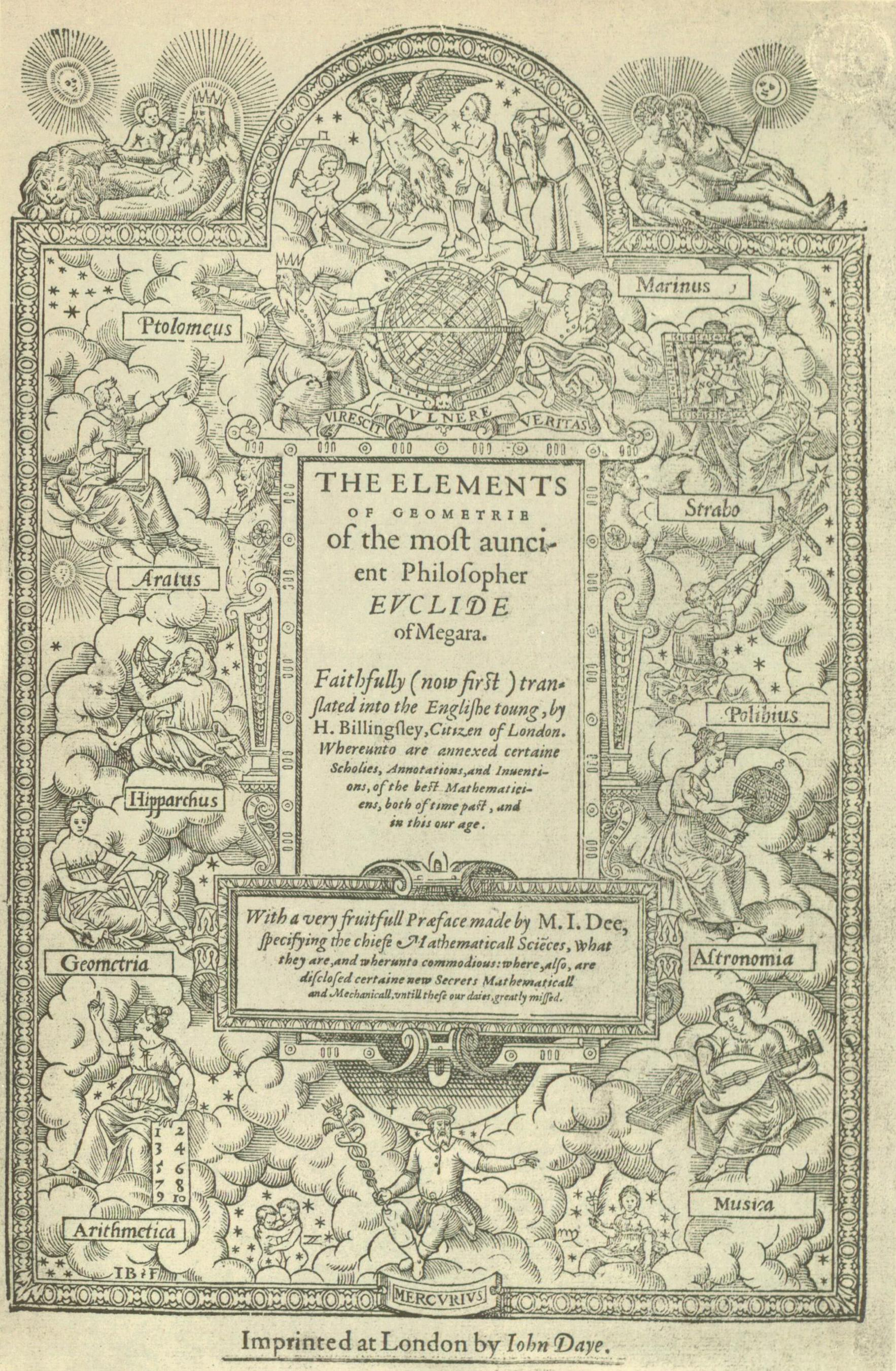
Página título de sua tradução para o inglês dos Elementos de Euclides 1570

Filho do comerciante Sir William Billingsley. Em 1551 ele foi nomeado Lady Margaret Scholar no St John's College da Universidade de Cambridge e estudou na Universidade de Oxford, onde como aluno de David Whitehead se interessou por matemática. Ele não se formou, fez um aprendizado com um comerciante de Londres, onde tornou-se um rico comerciante. A partir de 1589 foi um dos quatro coletores alfandegários no porto de Londres (Queen’s Customer). Em 1603 foi eleito Membro do Parlamento pela Cidade de Londres.
Sua tradução de Euclides foi um extenso volume de fólio (928 páginas), muito bem ilustrado com desenhos, que chegaram a tanto que pedaços de papel foram colados em poliedros tridimensionais nas páginas correspondentes para criá-los tridimensionalmente. Foi impresso por John Day e acompanhado com um prefácio detalhado de John Dee e continha não apenas a tradução do comentário de Proclo, mas outros, como aquele do próprio Dee para os livros finais dos Elementos. Ele pode ter sido ajudado na tradução por seu antigo tutor, David Whitehead.
Em 1597 recebeu o título de Knight Bachelor.